# David Easton

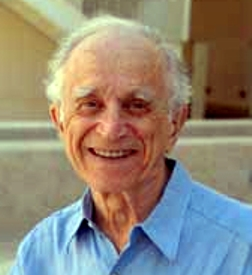
David Easton

David Easton (* 17. Juni 1917 in Toronto, Ontario, Kanada; † 19. Juli 2014 in Tulsa, Oklahoma, Vereinigte Staaten) war ein kanadisch-US-amerikanischer Politikwissenschaftler.

## Leben
Easton wuchs in Toronto auf und beendete sein Studium an der dortigen Universität mit dem Masterabschluss. 1944 kam Easton an die Universität von Harvard, an der er 1947 in Philosophie promovierte. Von diesem Zeitpunkt an war er eng mit bedeutenden US-amerikanischen Universitäten verbunden, wie zum Beispiel mit der Universität von Chicago, wo er von 1947 bis 1982 lehrte, oder der Universität von Kalifornien in Irvine, an der er seit 1982 Distinguished Professor of Political Science war. Neben vielen anderen Positionen war David Easton von 1968 bis 1969 Präsident der American Political Science Association und von 1984 bis 1989 auch Vizepräsident der American Academy of Arts and Sciences, deren Mitglied er seit 1962 war.
Der Fachbereich Politik- und Sozialwissenschaften der Freien Universität Berlin verlieh Easton am 28. Juni 2001 durch seinen Dekan, Prof. Sandschneider, die Ehrendoktorwürde. Bemerkenswert war Eastons Engagement für und in Berlin: Dies betraf besonders sein Wirken im Wissenschaftszentrum Berlin für Sozialforschung (WZB), wo er als Humboldt-Preisträger in den Jahren 1996 bis 1998 als Gastforscher arbeitete. Die Ergebnisse seines Wirkens reichten bis weit in das Lehrangebot des Fachbereichs Politikwissenschaft hinein.
Auch nach seiner Emeritierung war David Easton noch als Wissenschaftler tätig und setzte sich für die politikwissenschaftliche Disziplin in ihrer theoretischen wie auch in ihrer empirisch-analytischen Fundierung ein.

## Lehre und Forschung
Easton lehrte mit den Schwerpunkten empirische politische Theorie, Analyse politischer Systeme, Stiftungen (foundations) moderne politische Wissenschaft und strukturelle Analyse der Politik.

### Projekte
Eastons letztes Projekt befasste sich mit der Entwicklung der Gesellschaftswissenschaften in China. Dieses führte zu einem Austauschprogramm für Studenten der UCI und der Peking-Universität sowie der Chinesischen Akademie für Sozialwissenschaften. Ein weiteres Projekt der „Study of the Development of Political Science“ (das auf seine Initiative hin gegründet wurde und dessen Vorsitzender er war) brachte die gemeinsame Forschungsarbeit von Politikwissenschaftlern aus aller Welt zur Erforschung des zeitgenössischen Staates und der Entwicklung der Politikwissenschaften weltweit hervor. Easton war außerdem an einer Studie beteiligt, die die Auswirkungen untersuchte, welche Struktur- und Organisationsvariationen demokratischer politischer Systeme auf die Effektivität ihrer Öffentlichkeitspolitik (public policies) haben.

### Forschungsschwerpunkte
Sein primäres wissenschaftliches Ziel war die Erarbeitung einer allgemeinen Theorie der Politik. Seine Definition von Politikwissenschaft als „the study of the authoritative allocation of values“ ist inzwischen Allgemeingut. Die Grundzüge einer allgemeinen Theorie der Politik legte er 1953 in seinem Buch „The Political System: An Inquiry into the State of Political Science“ vor. Damit trug er zum Durchbruch der „behavioralistischen Revolution“ in der Politikwissenschaft bei. Eastons zuletzt veröffentlichtes Buch behandelt das Thema der Einflussnahme politischer Systeme auf viele Aspekte des politischen Lebens. Ein weiterer Forschungsschwerpunkt David Eastons war der Zustand und Entwicklungsstand der Politikwissenschaften in Bezug auf die politische Sozialisation von Kindern.

### Werk
David Easton befasste sich in seinem Werk „The Analysis of Political Structure“ mit politischen Strukturen. Easton ging davon aus, dass Strukturen durch die Gemeinschaft von Interessengruppen, sogenanntes gouvernementales Vorgehen, politischer Besetzung und ihres gegenseitigen Austauschs entstehen. Außerdem werden laut Easton Strukturen aus Ansprüchen, verschiedenen Absichten und Kräfteverhältnissen einzelner Interessengruppen und den aus Kämpfen um Macht und Anerkennung resultierenden Siegen und Misserfolgen derselbigen und schließlich auch aus Kooperation und Kompromissen gebildet.
Die Grundzüge einer allgemeinen Theorie der Politik legte er 1953 in seinem Buch „The Political System: An Inquiry into the State of Political Sciences“ vor. Damit trug er maßgeblich zum Durchbruch der „behavioralistischen Revolution“ in der Politikwissenschaft bei.
Eastons Schlüsselfrage, welche sich durch alle seine Forschungen zieht, war: „Wie erreichen es politische Systeme, sich in einer Welt, die zugleich Stabilität und Wandel aufweist, zu behaupten?“ Nach Easton sind Politische Systeme anpassungsfähige Handlungssysteme, die in ihre Umwelt eingebettet sind. Dabei wird allen Systemen die Fähigkeit zugesprochen, dass sie in der Lage sind, auf Störungen und Spannungssituationen einzugehen und diese zu regulieren. „Interaktionen, durch die in bindender Weise Werte für eine Gesellschaft gesetzt werden“, bezeichnet Easton als politisches System. Zwei Hauptfunktionen müssen politische Systeme also erfüllen:
1. Sie müssen die Allokation von Werten für die Gesellschaft vornehmen können.
2. Sie müssen die Mehrheit der Gesellschaftsmitglieder dazu bringen können, die Allokationen als bindend anzuerkennen.

### Environment-Input-Output-Feedback-Modell

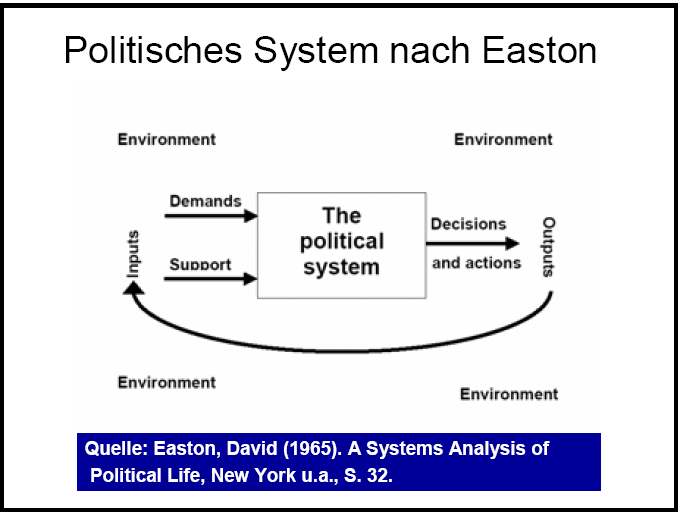
Easton, David (1965). A Systems Analysis of Political Life, New York, S. 32.

David Easton bezeichnet das politische System im Rahmen seiner Politischen Systemtheorie als eine komplexe Häufung von Vorgehen, durch die die Inputs aus den jeweiligen Umwelten der Systeme (environment) in das politische System eingehen. Jenes System wandelt sie in bestimmte Outputs um, für die Menschheit sichtbar als Strategien, Entscheidungen oder Umsetzungen. Der untere Pfeil im Schaubild wird von Easton Feedback genannt und meint die informationelle Rückkopplung der Outputs an die zukünftigen Inputs. Unter Inputs versteht man Forderungen (demands) und Unterstützungsleistungen (supports). Die Politiker und Autoritäten treffen innerhalb des politischen Systems Entscheidungen, welche für die Gesellschaft verpflichtend und gültig sind. Easton ging davon aus, dass die eigentlichen Prozesse und Abläufe im Inneren der Regierungsgewalt und deren Entscheidungsbereiche nicht einsehbar sind. Er bezeichnete die Umsetzung von Inputs in Outputs als „Black Box“. Aus diesem Grund sieht man laut Easton nur das Ergebnis von Entscheidungen politischer Inhalte, jedoch nicht deren Zustandekommen, und kann daher diesen Verlauf auch nicht beurteilen. An dieser Stelle treten die Medien und der gut recherchierte Journalismus in Kraft, die mit aller Macht versuchen jene Undurchschaubarkeit politischer Entwicklungen und Prozesse nachzuvollziehen und zu durchschauen. Easton war der Meinung, dass das politische System verantwortlich ist für verbindliche Zuweisung von Werten und Gütern und der Mobilisierung von Ressourcen. Es muss eine Lösung offen dargelegt werden, die Erwartungen und Interessen der Gesellschaft zufriedenstellt, da diese sonst als Störungs- oder Stressfaktoren das System negativ beeinflussen. Das System muss außerdem durch Kooperation Vertrauen und Legitimation gewinnen, um das Interesse an der Politik weiterhin für sich gewinnen zu können. Die Unterstützung des Systems wird durch persönliches Engagement oder in Form von Steuern, Spenden bzw. Stiftungen sichtbar. Allgemeine Systemzuwendung und Akzeptanz beruht vor allem auf Wertbindungen, die sich vorwiegend gelungenen Sozialisations- und Entkulturationsprozessen verdanken. Dieses generalisierte Systemvertrauen gewährleistet systemische Kontinuität, auch bei Regierungs- und Politikwechseln, da sich in ihm ein fortwirkendes Gemeinschaftsgefühl (we-feeling), das die wichtigsten gesellschaftlichen Sphären umfasst, ausdrückt. Nicht zu vergessen sei, dass auch ein entscheidender Einfluss von Parteien und politisch aktiven Mitgliedern ausgeht.
Systeme die Bestand haben wollen, müssen nach dem sogenannten AGIL-Schema 4 Kriterien erfüllen:
- Adaption (Anpassung),
- Goal attainment (zielgerichtet),
- Integration (alle integrieren),
- Latent pattern maintenance (latente Strukturen erhalten), (dies aber nach Talcott Parsons, nicht nach Easton).

## Werke
- The Decline of Modern Political Theory. In: Journal of Politics. 13, 1951, S. 36–58.
- The Political System. An Inquiry into the State of Political Science. New York 1953.
- An Approach to the Analysis of Political Systems. In: World Politics. 9, 1957.
- A Framework for Political Analysis. Englewood Cliffs 1965.
- A Systems Analysis of Political Life. New York 1965.
- als Herausgeber: Varieties of Political Theory. Englewood Cliffs 1966.
- als Mitherausgeber: Regime and Discipline: Democracy and the Development of Political Science. University of Michigan Press, 1995.
- als Mitherausgeber: Children in the Political System. McGraw-Hill, 1969. (Nachdruck: University of Chicago Press, 1980)
- The Analysis of Political Structure. Routledge, 1990.
- als Mitherausgeber: Divided Knowledge: Across Disciplines, Across Cultures. Sage, 1991.
- als Mitherausgeber: The Development of Political Science: A Comparative Survey. Routledge, 1991.